# روش هاشناه

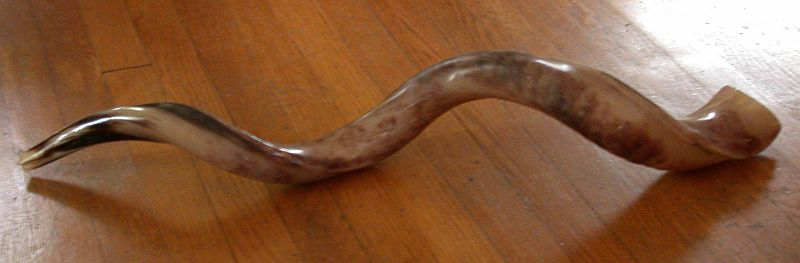
البوق أو شوفار على النمط اليهودي اليمني المستخدم في احتفالات روش هاشاناه ويوم كيبور

رُوش هَشَنَه أو رُوش هَاشَنَاه (بالعبرية: ראש השנה بالمعنى «رأس السنة») وينطقه الأشكناز «غوش هشنه» بدلا من روش، هو عيد يهودي يحتفل اليهود فيه برأس السنة العبرية، ويعتبر هذا العيد يوم الدين الذي يحاكم الإنسان فيه عن السنة الماضية كما يذكر بداية أيام التوبة العشرة التي تنتهي في يوم كيبور יום כיפור.
يصادف روش هشنه في اليومين الأول والثاني من شهر تشريه من التقويم اليهودي.
مصدر العيد هو الفريضة من سفر اللاويين أن اليوم الأول من الشهر السابع (في عصر التوراة كان الشهر الأول نيسان العبري) يكون يوم ذكرى وهتاف ولذلك يعزفون على الشوفار.